# Jean Malaurie
Jean Malaurie Embaixador(a) da boa vontade da UNESCO (Mainz, 22 de dezembro de 1922 – Dieppe, 5 de fevereiro de 2024) foi um explorador das regiões polares, principalmente a Groelândia.

## Publicações
- Hoggar, Touareg, Journal d’une exploration géographique (Paris, éd. Nathan, 1954).
- Les Derniers Rois de Thulé (Paris, éd. Plon, coll. Terre humaine, 1955 — 5è édition définitive, Paris, 1989 ; éd. Pocket, 2001) - traduit en 23 langues.
- Thèmes de recherche géomorphologique dans le nord-ouest du Groenland, 497 p., 79 photos, 161 fig., 1 carte couleur (topographie, botanique et hydrologie) au 1:25 000 (Skansen, Disko), 1 carte couleur (topographie, géomorphologie et état des glaces de mer)  au 1:200 000  -  thèse soutenue en 1962 - ('Mémoires et documents', numéro hors série, Paris, éd. du CNRS, 1968).
- Hummocks I et II (Paris, éd. Plon, coll. Terre humaine, 1999). Hummocks, édition augmentée, 4 volumes (Paris, éd. Plon / Pocket, 2003, 2005).
- Journeys and inquiries among the Canadian Inuit, traduction en anglais de Hummocks (Canada), préface nouvelle de Jean Malaurie, postface de Bruce Jackson, (Montréal, éd. MacGill University Press, 2007.)
- Ultima Thulé (2×10{{{1}}} édition, Paris, éd. Le Chêne, 2000, éd. Pocket, 2001) - traduit en anglais, allemand, danois.
- L’Appel du Nord (Paris, éd. La Martinière, 2001) traduit en anglais, allemand.
- L’Allée des Baleines (Paris, éd. Fayard, coll. Mille et une nuits, 2003, réédition augmentée à paraitre en 2008)
- Alleia Kitov, traduction en russe de L’Allée des baleines, préface de Serguei Arutiunov (Moscou, éd. Nota Bene, 2007)
- Ot kamnia  k tcheloveku (De la pierre à l’homme), préface de Azourguet Tarbaievna  Shaoukenbaieva, en langue russe, (Saint-Petersbourg, éd. de l’Académie Polaire d’État à Saint-Petersbourg, 2003).
- Terre Humaine. Cinquante ans d'une collection, entretien de Mauricette Berne et Pierrette Crouzet avec Jean Malaurie'' ; préface du Président de la République Jacques Chirac, introduction de Jean-Noël Jeanneney, Président de la Bibliothèque nationale de France, textes de présentation de Olivier Orban, Directeur des éditions Plon, Bruce Jackson, Jacques Lacarrière, (Paris, éd. de la Bibliothèque nationale de France, 2005), 135 p.
- Uummaa. Ils sont innocents ! (à paraître aux éd. Plon, 2009)
- La Sagesse des peuples premiers. Un recours pour notre planète (à paraître aux éd. des 1001 nuits, 2009)
- 450 articles scientifiques et préfaces, en français, anglais, russe et allemand.
- Plusieurs centaines d’interviews, en français, russe, anglais, allemand, danois, groenlandais, etc.

## Arquivos sonoros
- Chez les Esquimaux Netsiligmiout et Outkoukiksarlormiout — 28’46” (Chant du Monde, 1962-63)
- Chants et tambours inuit, de Thulé au Détroit de Béring — 70’43 (Ocora C 559021, Paris, 1988)
- Jean Malaurie - De la pierre à l'homme, dans la collection “Les Grandes Heures”, 2 disques de 72 minutes, construits à partir d’interviews accordés par Jean Malaurie à Radio France et conservés par l’INA (responsable d’édition : Béatrice Montoriol — productrice : Thérèse Salviat — INA/Radio France, Paris, 2004.

## Filmes
- "Les Derniers Rois de Thulé" Documentaire 52' de Jean Malaurie
- Série Inuit - 7 films de 55’ (INA, Paris, 1980)
- Haïnak Inuit - film de 55’ (INA, Paris, 1989)
- Les Derniers Rois de Thulé - 2 films de 55’ (INA, Paris1969,  2003)
- La saga des Inuit — 4 films de 55’ (INA, France 5, Paris, 2007)